# الشجن (حبيش)

تعديل مصدري - تعديل

الشجن محلة تابعة لقرية هجامة، التابعة لعزلة جبل خضراء بمديرية حبيش إحدى مديريات محافظة إب في الجمهورية اليمنية، بلغ تعداد سكانها 21 حسب تعداد اليمن لعام 2004.